# Mount Hillaby
Vrh Mount Hillaby najviša je točka na istočnokaripskom otoku Barbadosu. Vrh se nalazi u župi Saint Andrew. S vrha se pruža pogled na područje poznato kao Škotski okrug na sjeveru i istoku koji se sastoji od geološki starih sedimenata sklonih eroziji.

## Vanjske poveznice
- Mount Hillaby & the Scotland District - The UNESCO World Heritage Centre website
- Mount Hillaby - The Peak Visor website